# Gustave Buchard
Gustave Jean Armand Buchard (* 17. Februar 1890 in Le Havre; † 18. Februar 1977 in Barentin) war ein französischer Degenfechter.

## Leben
Gustave Buchard nahm an den Olympischen Spielen 1920 in Antwerpen teil. Im Einzel erreichte er das Finale, in dem er mit sechs Siegen hinter Armand Massard und Alexandre Lippmann  die Bronzemedaille gewann. Im Mannschaftswettbewerb zog die französische Equipe ungeschlagen in die Finalrunde ein, die sie auf dem Bronzerang abschloss.
Sein Bruder Georges Buchard war ebenfalls olympischer Degenfechter.